# Tatarka (Kraj Stawropolski)
Tatarka (ros. Татарка) – wieś w Rosji, w Kraju Stawropolskim, w rejonie szpakowskim. W 2010 liczyła 6278 mieszkańców.